# Lélex (rei de Mégara)
Lélex, na mitologia grega, foi um rei de Mégara.
Ele veio do Egito e conquistou a cidade, doze gerações depois de Car.